# Rostkronad sporrhöna
Rostkronad sporrhöna (Pternistis erckelii) är en afrikansk fågel i familjen fasanfåglar inom ordningen hönsfåglar.

## Kännetecken
Erckelfrankolin är en relativt stor sporrhöna med en kroppslängd på 39-43 centimeter. Den är strimmig i grått och kastanjebrunt med ett tydligt tecknad huvud: svart panna och ögonbrynsstreck, kastanjebrun krona, grå örontäckare och vit strupe. Till skillnad från etiopiensporrhöna är näbben svart och benen gula istället för röda. Den återfinns i par eller små grupper på snårtäckta sluttningar, i skogskanter samt klippiga områden över 2000 meter över havet.

## Utbredning och systematik
Fågeln förekommer i nordöstra Sudan och höglänta områden i norra Eritrea och nordvästra Etiopien. Den är införd av människan till Hawaiiöarna.

## Släktestillhörighet
Tidigare placerades den i släktet Francolinus. Flera genetiska studier visar dock att Francolinus är starkt parafyletiskt, där arterna i Pternistis står närmare  t.ex. vaktlar i Coturnix och snöhöns. Även de svenska trivialnamnen på arterna i släktet har justerats från tidigare frankoliner till sporrhöns (från engelskans spurfowl) för att bättre återspegla släktskapet.

## Status och hot
Arten har ett stort utbredningsområde och en stor population med stabil utveckling. Utifrån dessa kriterier kategoriserar IUCN arten som livskraftig (LC). Den beskrivs som lokalt vanlig.

## Namn
Fågelns vetenskapliga artnamn hedrar Theodor Erckel (1811-1897), tysk taxidermist verksam som samlare i Abessinien 1830-1834.